# Mariana Amália
Mariana Amália de Rego Barreto (Vitória de Santo Antão, 17 de janeiro de 1846 — data de morte desconhecida) foi uma jovem brasileira que se ofereceu a ir para a Guerra do Paraguai. Em sua homenagem, a principal avenida de sua cidade natal recebe o seu nome, assim como uma escola municipal.

## Biografia
Nascida na cidade de Vitória de Santo Antão, em 17 de Janeiro de 1846, filha do capitão Joaquim Pedro do Rêgo Barreto, sobrinha do tenente-coronel Manuel Joaquim do Rêgo e prima de  Francisco do Rego Barros, o Conde da Boa Vista.
No dia 12 de setembro de 1865, com apenas 19 anos, apresentou-se com seu irmão Sidrônio Joaquim do Rêgo Barreto ao conselheiro Lustosa Paranaguá para se alistar no Batalhão de Voluntários da Pátria. Ele como combatente e ela como enfermeira no hospital de sangue.